# Saint-Lô
Saint-Lô er en fransk kommune i det nordvestlige Frankrig, hovedbyen i Manche-departmentet i Normandie-regionen.

## Historie
Byen hed oprindelig Briovère (hvilket betyder "Broen ved Vire-floden" på gallisk). Den er bygget på og omkring fæstningsvolde. Oprindelig var det en befæstet gallisk bosættelse. Navnet "Saint-Lô" er kendt siden det 8. århundrede og stammer fra Sankt Laud, der var biskop i Coutances i 525-565 og boede her. Ifølge overleveringen fik byen nye mure af Karl den Store i begyndelsen af det 9. århundrede. Senere blomstrede byen under biskop Geffroy de Montbray, som byggede en bro og nogle møller her.
Saint-Lô var den tredjestørste by i hertugdømmet Normandiet efter Rouen og Caen, og blev en del af Frankrig i 1202. I det 13. århundrede husede det mange håndværkere, og der blev dannet et skrædderlaug i byen. I 1275 fik det ret til at udstede mønter af kong Filip 3., hvilket den beholdt indtil 1693.
Under Hundredårskrigen blev byen brændt af af englænderne, og i 1347 blev den ramt af pesten. I 1378 kom den tilbage til Frankrig, men var igen under England fra 1418 til 1449. Saint-Lô led betydeligt under de Franske religionskrige: i 1562 blev den erobret af huguenotter og blev et protestantisk støttepunkt. I 1574 blev den belejret og delvis ødelagt af kongelige tropper under marskal de Matignon. To år senere ophørte biskopperne af Coutances' herredømme over byen for altid. I midten af det 17. århundrede blev en del af muren ødelagt og byen kunne ekspandere med en ny forstad under navnet Neufborg. Efter tilbagekaldelsen af det nantiske edikt (1685) flyttede de fleste håndværkere fra Saint-Lô.
I 1795 blev den hovedstad i Manche departmentet. I 1858 blev den nået af jernbanen Paris-Cherbourg.
Den tyske hær besatte byen den 17. juni 1940. Da den lå ved en strategisk vigtig korsvej, blev Saint-Lô næsten fuldstændig ødelagt (95 % ifølge de fleste vurderinger) under slaget om Saint-Lô (en del af slaget om Normandiet) i 2. Verdenskrig, hvilket gav den betegnelsen "Ruinernes hovedstad" fra Samuel Beckett. Der blev endda stillet spørgsmål ved, om man skulle genopbygge den eller efterlade ruinerne som et vidnesbyrd om bombardementerne. Byen blev genopbygget og er et centrum for fransk gastronomi med fokus på produktion af præmieret, hakket lever.

## Vigtigste seværdigheder
Blandt de få resterende bygninger efter bombardementerne i 1944 var Notre-Dame kirken, som var bygget i gotisk stil mellem det 13. og 15. århundrede som erstatning for kapellet i den tidligere borg. Loftet og facaden var ødelagt foruden det ene af dens to tårne og toppen af det andet. Kirken blev delvist genopbygget efter krigen. Facaden blev genopbygget som en enkel grøn skifervæg. Den indeholder som noget specielt en udendørs prædikestol, som Victor Hugo beskyttede mod nedrivning i forbindelse med byens renovering i 1863. Statuen af Notre-Dame du Pilier er fra 1467, og efter at være blevet ødelagt og genskabt flere gange huses den nu på en kolonne i apsis.
Saint-Lô har også rester af sine middelalderlige mure. De omfatter : tour des Beaux Regards, som rejser sig over den stejleste del af byens udkant, samt Tour de la Poudrière, den sidste rest af det gamle citadel.
Klosterkirken Sainte-Croix er ifølge overleveringen efterkommer af et kapel, som blev bygget dér af St. Helena i det 4. århundrede og et kloster grundlagt af Karl den Store. Bedre dokumenteret er etableringen af et augustinsk kloster af biskoppen af Coutances i 1132. Den romanske kirke blev indviet i 1202 og blev i vidt omfang ombygget i de følgende århundreder. Koret blev genskabt i det 16. århundrede, mens klokketårnet er fra 1860-1863.
I Saint-Lô ligger også det største af 23 nationale stutterier i Frankrig.
Som delvis erstatning for ødelæggelsen af byen byggede amerikanerne et mindehospital, hvor man kan se en fresko af Fernand Léger. Den var dengang det største hospital i Europa.

## Eksterne kilder
- INSEE kommune fil